# کانداکوفکا (شهرستان کیگینسکی، باشقیرستان)
کانداکوفکا (انگلیسی: Kandakovka, Kiginsky District, Republic of Bashkortostan) یک شهرک در شهرستان کیگینسکی استان باشقیرستان کشور روسیه است.